# Gina Carano
Gina Joy Carano (Dallas, Texas, 16 de abril de 1982) é uma atriz e ex-lutadora de MMA dos Estados Unidos.
Em 15 de agosto de 2009, após sete lutas invictas, Gina sofreu a sua primeira derrota contra a brasileira Cristiane Justino.
Em outubro de 2009, Gina apareceu na capa da revista americana ESPN The Body Issue.
Em 2012 Gina fez a sua estreia em Hollywood com o filme Haywire (no Brasil, A Toda Prova; em Portugal, Uma Traição Fatal), acontecimento que lhe deu muita presença nos media chegando a ser a capa da revista GC.
Em fevereiro de 2021, viu-se envolvida numa polémica e, por isso, viu o seu perfil ser retirado da personagem Cara Dune, em The Mandalorian, do Disney+.
No entretanto, foi trabalhar num filme para o comentarista político americano de direita, Ben Shapiro, em resposta ao que ela julga ser uma demissão injustificada.

## Cartel no MMA

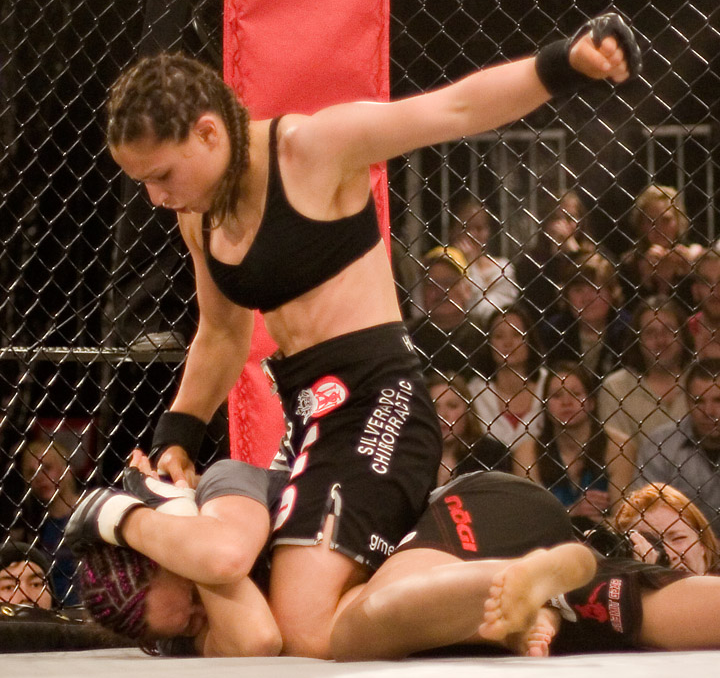
Gina Carano lutando.

| Cartel no MMA   |            |           |
| 10 lutas        | 9 vitórias | 1 derrota |
| Por nocaute     | 5          | 1         |
| Por finalização | 1          | 0         |
| Por decisão     | 3          | 0         |

| Res.    | Cartel | Oponente          | Método                               | Evento                                    | Data       | Round | Tempo | Local                  | Notas |
| ------- | ------ | ----------------- | ------------------------------------ | ----------------------------------------- | ---------- | ----- | ----- | ---------------------- | --- |
| Derrota | 7-1    | Cristiane Justino | Nocaute Técnico (socos)              | Strikeforce: Carano vs. Cyborg            | 15/08/2009 | 1     | 4:59  | San Jose, Califórnia   | Estreia no Strikeforce; Pelo Cinturão Peso Pena Feminino Inaugural do Strikeforce; Mais tarde anunciou a sua aposentadoria. |
| Vitória | 7-0    | Kelly Kobold      | Decisão (unânime)                    | EliteXC: Heat                             | 04/10/2008 | 3     | 3:00  | Sunrise, Flórida       | |
| Vitória | 6-0    | Kaitlin Young     | Nocaute Técnico (Interrupção médica) | EliteXC: Primetime                        | 31/05/2008 | 2     | 3:00  | Newark, New Jersey     | |
| Vitória | 5-0    | Tonya Evinger     | Finalização (mata leão)              | EliteXC: Uprising                         | 15/09/2007 | 1     | 2:53  | Oahu, Havaí            | |
| Vitória | 4-0    | Julie Kedzie      | Decisão (unânime)                    | EliteXC: Destiny                          | 10/02/2007 | 3     | 3:00  | Southaven, Mississippi | |
| Vitória | 3-0    | Elaina Maxwell    | Decisão (unânime)                    | Strikeforce: Triple Threat                | 08/12/2006 | 3     | 2:00  | San Jose, Califórnia   | |
| Vitória | 2-0    | Rosi Sexton       | Nocaute (soco)                       | WPFC 1 - World Pro Fighting Championships | 15/09/2006 | 2     | 4:55  | Las Vegas, Nevada      | |
| Vitória | 1-0    | Leiticia Pestova  | Nocaute (socos e cotoveladas)        | WEF - World Extreme Fighting              | 10/06/2006 | 1     | 0:38  | Las Vegas, Nevada      | |

## Filmografia

### Cinema
| Ano  | Título                | Papel                 | Notas             |
| ---- | --------------------- | --------------------- | ----------------- |
| 2009 | Blood and Bone        | Veretta Vendetta      | Direto para vídeo |
| 2011 | Haywire               | Mallory Kane          |                   |
| 2013 | Fast & Furious 6      | Riley Hicks           |                   |
| 2014 | In the Blood          | Ava                   | Direto para vídeo |
| 2015 | Heist                 | Policial Kris Bauhaus | Direto para vídeo |
| 2015 | Extraction            | Victoria              | Direto para vídeo |
| 2016 | Deadpool              | Angel Dust            |                   |
| 2016 | Kickboxer: Vengeance  | Marcia                | Direto para vídeo |
| 2018 | Scorched Earth        | Atticus Gage          | Direto para vídeo |
| 2019 | Madness in the Method | Carrie                |                   |
| 2019 | Daughter of the Wolf  | Clair Hamilton        |                   |

### Televisão
| Ano       | Título              | Papel                   | Notas               |
| --------- | ------------------- | ----------------------- | ------------------- |
| 2007      | Fight Girls         | Ela mesma               | 7 episodes          |
| 2008      | American Gladiators | Crush                   | 16 episodes         |
| 2014      | Almost Human        | Danica                  | Episódio: "Unbound" |
| 2019-2020 | The Mandalorian     | Carasynthia "Cara" Dune | 7 episódios         |

### Video games
| Ano  | Título                         | Papel           | Notas |
| ---- | ------------------------------ | --------------- | ----- |
| 2008 | Command & Conquer: Red Alert 3 | Natasha Volkova | Voz   |
| 2013 | Fast & Furious: Showdown       | Riley Hicks     | Voz   |